# Idiosepiidae
Idiosepiidae zijn een familie uit de orde pijlinktvissen.

## Geslachten
- Idiosepius Steenstrup, 1881
- Xipholeptos A. Reid & Strugnell, 2018

### Nomen dubium
- Loligopsis Lamarck, 1822

### Synoniemen
- Microteuthis Ortmann, 1888 => Idiosepius Steenstrup, 1881
- Naefidium Grimpe, 1920 => Idiosepius Steenstrup, 1881